# Nils Djurklou (1864–1951)
Carl Gustaf Nils Djurklou, född 21 juli 1864 i Norrbyås församling, Örebro län, död 4 augusti 1951 i Limhamns församling, Malmö, var en svensk friherre och militär. Han var son till folklivsforskaren Nils Gabriel Djurklou.
Efter officersexamen 1885 blev Djurklou underlöjtnant vid Kronprinsens husarregemente i Malmö, där han blev löjtnant 1892, ryttmästare 1905 och placerades i regementets reserv 1914. Han var tillika brandchef i Malmö 1905–1925, verkställande direktör i AB Malmö idrottsplats 1899–1912 och i AB Malmö ridhus och hyrkuskverk 1899–1906. Han var överuppsyningsman för Malmöhus slott 1916–1931 och generalagent i Malmö för Brandförsäkrings AB Norrland 1925–1937. 
Djurklou var ordförande i styrelsen för lantbrukshistoriska utställningen i Malmö 1914, i Malmö segelsällskap 1915–1919, huvudman i Sparbanken Bikupan i Malmö 1925–1945, ledamot av styrelsen för sjöfartsmuseet 1929–1942, för Genealogiska Föreningens Skåneavdelning, för Kulturhistoriska föreningen för södra Sverige 1904–1933, för Travsällskapet 1923–1932, ordförande i Malmö fornminnesförening från 1909–1931 och i Försäkringssällskapet i Malmö 1930–1937.
Nils Djurklou är begravd på Sankt Pauli södra kyrkogård i Malmö.